# 粘液酸
粘液酸(Mucic acid)は、ガラクトースまたはガラクトースを含むラクトース、ガラクチトール、クエルシトール、また多くの種類の天然ガム等を硝酸で酸化して得られるアルダル酸の一種である。

## 特徴
粘液酸は、210-230℃で融解する結晶性粉末を形成する。アルコールには不溶、冷水にはほぼ不溶である。分子の対称性のため、キラル炭素原子を持つにもかかわらず光学不活性なメソ化合物である。

## 反応
ピリジンと一緒に140℃まで加熱すると、アロ粘液酸に変化する。発煙塩酸で消化するとαα′-フルフラールジカルボン酸となり、硫化バリウムと一緒に加熱するとチオフェンカルボン酸となる。アンモニウム塩は、二酸化炭素、アンモニア、ピロール、その他の物質から乾留で生成する。腐食性のアルカリと融合すると、シュウ酸を生成する。
硫酸水素カリウムとともに脱水、脱炭酸され、3-ヒドロキシ-2-ピロンを生成する。

粘液酸から3-ヒドロキシ-2-ピロンへの反応。(a)硫酸水素カリウムとともに160℃で4時間反応 (b)塩酸でpH7に

## 利用
レニウム触媒の脱酸素脱水反応によりナイロンを生成する過程のアジピン酸の前駆体となる。